# 모리셔스 방송 공사
모리셔스 방송 공사(Mauritius Broadcasting Corporation, 약칭 MBC)은 모리셔스 공화국의 공영 방송이다. 모리셔스의 섬을 비롯하여 속령인 로드리게스섬과 아갈레가 제도에도 방송되고 있다. 본사는 모리셔스 모카의 Réduit에 있다.

## 개요
모리셔스 방송 공사는 17여개의 텔레비전 채널과, 7개의 라디오 방송을 운영하며, 로드리게스섬에 4개, 아갈레가 제도에 2개의 지역 라디오 방송도 운영하고 있다. 그리고 12개의 언어(프랑스어, 모리셔스 크리올, 영어, 힌디어, 우르두어, 보지푸리어, 타밀어, 텔루구어, 마라티어, 구자라트어, 중국어(표준중국어, 광둥어, 하카어)로 방송하고 있다. MBC의 전체 수익 중 세금이 60%, 광고가 40%를 차지한다.

## 역사
모리셔스 방송 공사는 1964년 6월 8일에 개국하였다. 개국 당시에는 모리셔스 방송 서비스(Mauritius Broadcasting Service, MBS)라는 이름이었다.
1965년 6월 8일에는 텔레비전 방송을 실시하였다. 컬러 텔레비전 방송은 1973년에 SÉCAM 방식으로 시작되었으며, 1978년에 컬러 방송이 완전히 시행되었다.
1990년 7월 30일에는 두번째 채널인 MBC2의 방송을, 1996년 3월에는 MBC3의 방송을 시작하였다. 2005년에는 아프리카의 공영 방송국 중 최초로 디지털 텔레비전 방송을 시작하였으며, 2007년에는 디지털 방송 구역을 로드리게스섬, 아갈레가 제도]까지 확대하였다.